# Karel Jan z Ditrichštejna
Karel Jan kníže z Ditrichštejna (uváděn též jako Jan Křtitel Karel, respektive kníže z Ditrichštejna na Mikulově, hrabě z Proskau a Leslie, německy Johann Baptist Karl Walter Sigismund Ernst Nepomuk Alois Fürst von Dietrichstein zu Nikolsburg, Graf von Proskau und Leslie, 27. června 1728 Mikulov – 25. května 1808 Vídeň), byl moravský a rakouský šlechtic, diplomat a dvořan z rodu Ditrichštejnů. Po otci byl dědicem knížecího titulu (1784), ještě předtím převzal správu rozsáhlých statků na Moravě a v Čechách, vlastnil také panství v Rakousku a Švýcarsku. V mládí se uplatnil jako diplomat ve službách Habsburků, za sedmileté války byl vyslancem v Dánsku, poté byl pověřen dalšími diplomatickými úkoly v Berlíně, Paříži a Neapoli. Později patřil k úzkému okruhu přátel císaře Josefa II. a řadu let zastával u dvora funkci nejvyššího podkoního (1765–1807). Byl významnou osobností osvícenství, jeho aktivity se zaměřovaly také na podporu přírodních věd a zastával nejvyšší funkce jako svobodný zednář.

## Život

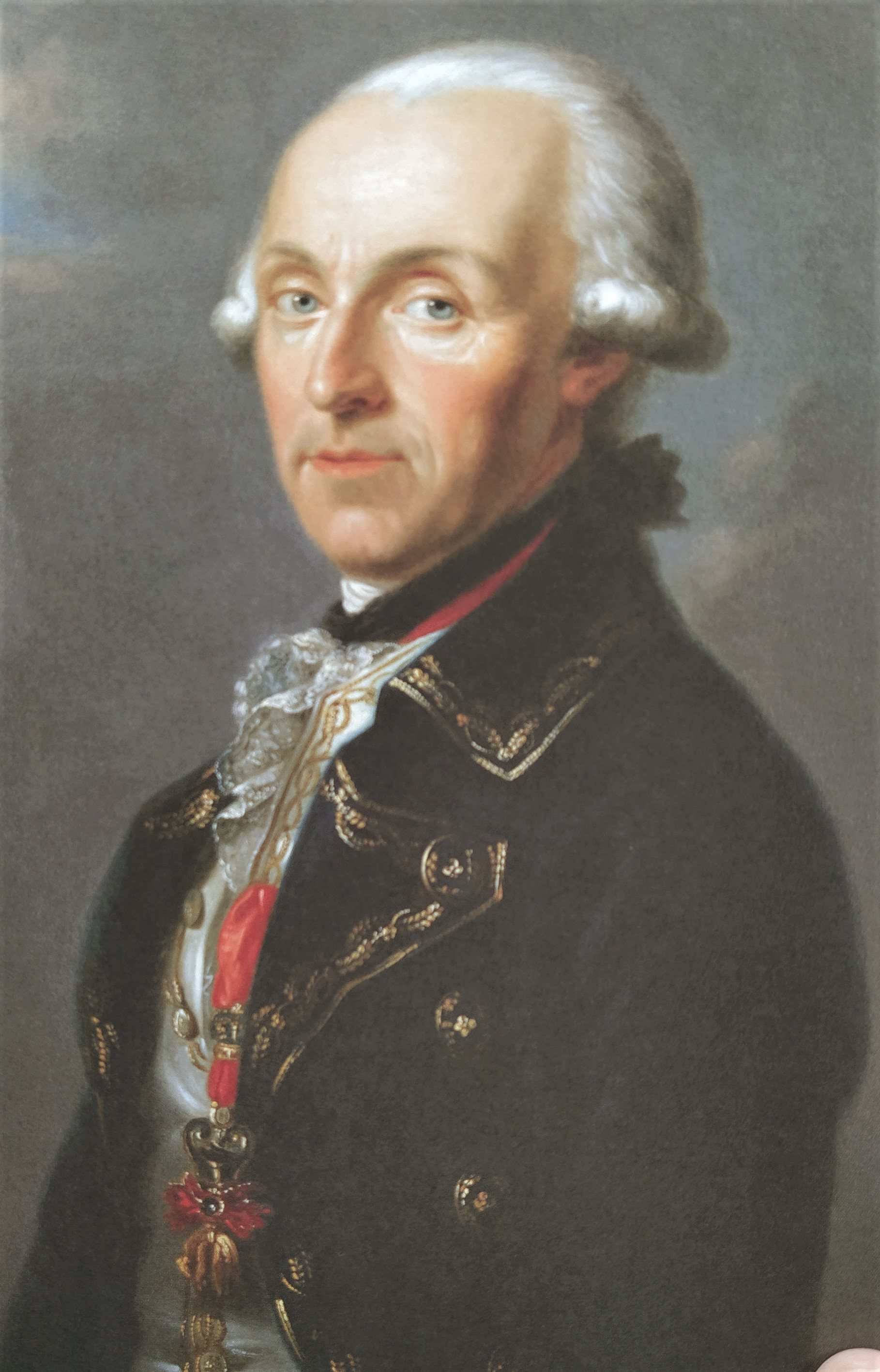
Kníže Karel Jan z Ditrichštejna s dekorací Řádu zlatého rouna (portrét cca 1780 ze sbírek zámku Libochovice)

Pocházel ze starého šlechtického rodu Ditrichštejnů a náležel ke knížecí linii. Narodil se v Mikulově jako nejstarší syn knížete Karla Maxmiliána z Ditrichštejna (1702–1784) a jeho manželky Marie Anny, rozené hraběnky Khevenhüllerové (1705–1764), po matce byl synovcem dlouholetého vlivného dvořana knížete Jana Josefa z Khevenhüller-Metsche. Studoval na piaristickém gymnáziu ve Vídni, odkud se v květnu 1749 vydal na kavalírskou cestu, která trvala téměř dva a půl roku. Putování po evropských zemích absolvoval spolu s mladším bratrem Františkem (1731–1813). Oba bratři krátce studovali na univerzitě v Lipsku, kde pobývali celý rok. Přes další německá města se pak přesunuli do Holandska a Rakouského Nizozemí (dnešní Belgie). Přes Německo a rakouské země poté přejeli do Itálie, kde dva měsíce pobyli v Římě, delší pobyt strávili také ve Florencii. V říjnu 1751 se vrátili do Mikulova.
Ještě před návratem z cest byl jmenován císařským komorníkem (1750) a později se uplatnil jako diplomat. V letech 1756–1763 byl císařským vyslancem v Kodani, kde měl za úkol udržet dánskou neutralitu v době sedmileté války. To se mu také podařilo, jinak měla jeho mise v Dánsku význam pro něj především v osobní rovině, protože se zde seznámil se svobodným zednářstvím. V závěru sedmileté války byl pověřen diplomatickou misí do Paříže a v roce 1763 byl pak vyslán ještě do Berlína, kde měl u Fridricha II. vyjednat podporu pro volbu Josefa II. římským císařem. Po návratu do Vídně byl jmenován císařským tajným radou a nejvyšším štolbou arcivévody Josefa, od roku 1765 pak ve stejné funkci pokračoval jako císařský nejvyšší štolba. Patřil k malému okruhu důvěrníků Josefa II. a často s ním cestoval po habsburské monarchii i do zahraničí. V roce 1769 se zúčastnil volby papeže Klementa XIV. v Římě a pak vykonal ještě diplomatické cesty do Neapole a Benátek. Mezitím v roce 1767 získal Řád zlatého rouna. Ve funkci císařského nejvyššího štolby zůstal až do roku 1807 krátce před svým úmrtím. Mimoto byl také držitelem několika dědičných hodností, byl dědičným zemským lovčím ve Štýrsku a nejvyšším číšníkem v Korutansku.
Přes dlouholetý pobyt u dvora a v blízkém okruhu přátel Josefa II. byl kníže Karel Jan známý především svými aktivitami ve svobodném zednářství. Již během pobytu v Dánsku byl v roce 1760 přijat do lóže Zu den drei brennenden Herzen (U tří hořících srdcí), později byl velmistrem rakouské lóže podřízené berlínské velkolóži a nakonec od roku 1784 velmistrem rakouské národní velkolóže se sídlem ve Vídni. Aktivní byl také v hnutí rosekruciánů a na Moravě založil lovecký řád s názvem Diana Cacciatrice. Jeho členové se často setkávali na Ditrichštejnově loveckém zámku v Kupařovicích na panství Dolní Kounice. Kníže Karel Jan se zajímal také o alchymii a okultní vědy, jeho knihovna k těmto tématům zůstala zachována jen v torzech.
Zemřel ve Vídni 27. května 1808 ve věku nedožitých osmdesáti let. Pohřben je rodové hrobce v Mikulově, kde je pochováno i pět jeho dětí.

## Majetek

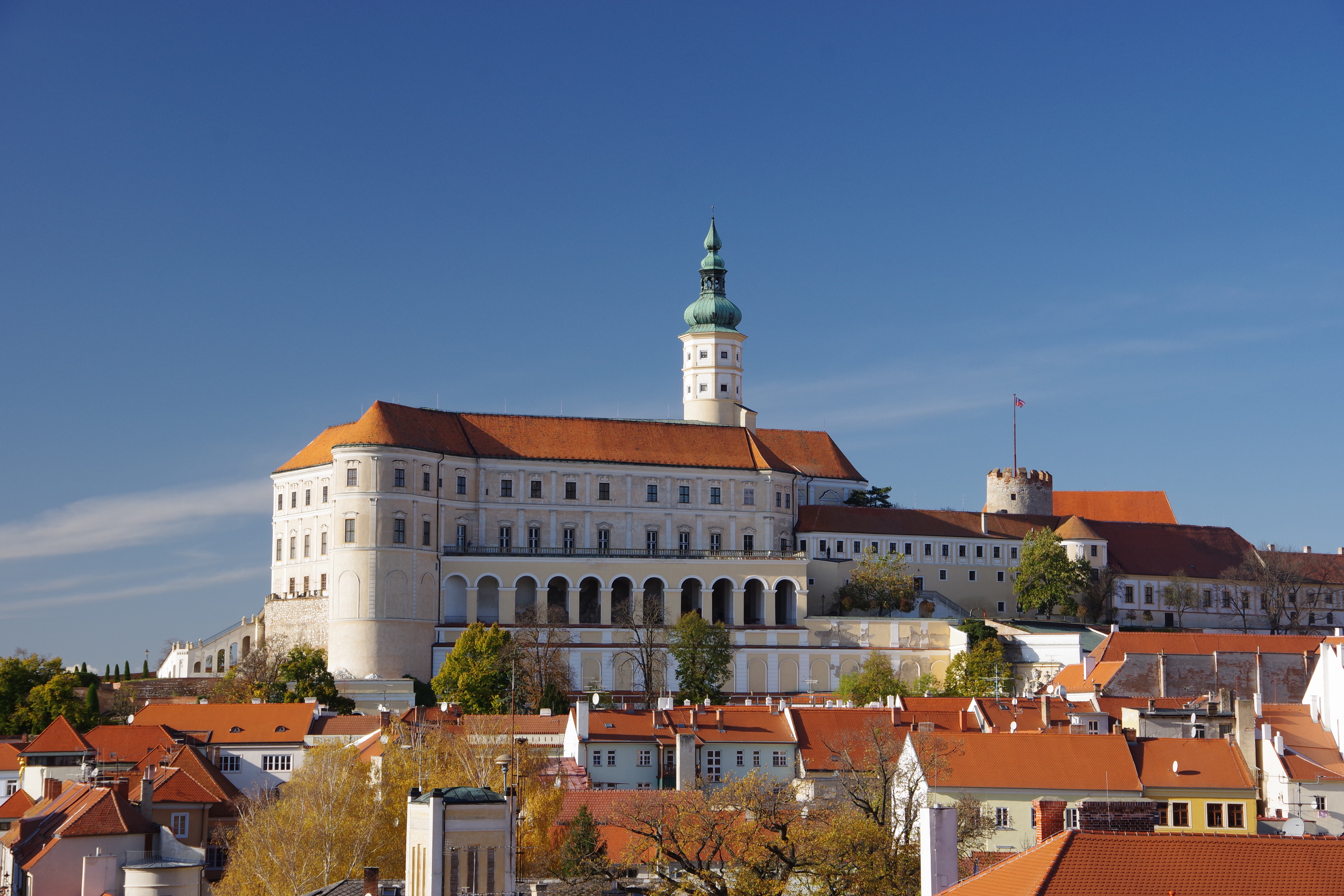
Zámek Mikulov, hlavní rodové sídlo

Již v roce 1769 dostal od otce do správy část ditrichštejnského dědictví, jednalo se především o statky na severní Moravě (Hranice, Lipník nad Bečvou), Vysočině (Polná, Přibyslav, Nové Město na Moravě) a v Čechách (Libochovice, Budyně nad Ohří, Vlachovo Březí). Fideikomisní panství Mikulov s dalšími statky na jižní Moravě (Dolní Kounice, Židlochovice) obdržel do své správy v roce 1781. Až o tři roky později zdědil po otci také titul knížete a stal se hlavou rodu (1784). Hodnota majetku Ditrichštejnů na Moravě v té době činila 4 600 000 zlatých.Karel Jan o správu rodového majetku nejevil prakticky žádný zájem, naopak hospodaření se energicky ujala jeho manželka Marie Kristina. Příležitostně pobývali na zámku v Mikulově nebo na zámku Židlochovice, který ve druhé polovině 18. století oproti Mikulovu více splňoval požadavky na pohodlné bydlení a reprezentaci. Na židlochovickém panství nechal Karel Jan postavit lovecký zámek v Žabčicích (přeměněný později na sýpku), oblíbenou destinací pro hony byl již zmíněný zámek Kupařovice. Po požáru Mikulova (1784) a úmrtí manželky (1788) trvale přesídlil do Vídně, kam přemístil i centrální správu rodových statků. V prostoru dříve honosné barokní zámecké zahrady v Židlochovicích nechal počátkem 19. století zřídit ovocný sad změněný až za jeho nástupců v krajinářský park. V Brně byl jeho majetkem Ditrichštejnský palác v Brně na Zelném trhu.

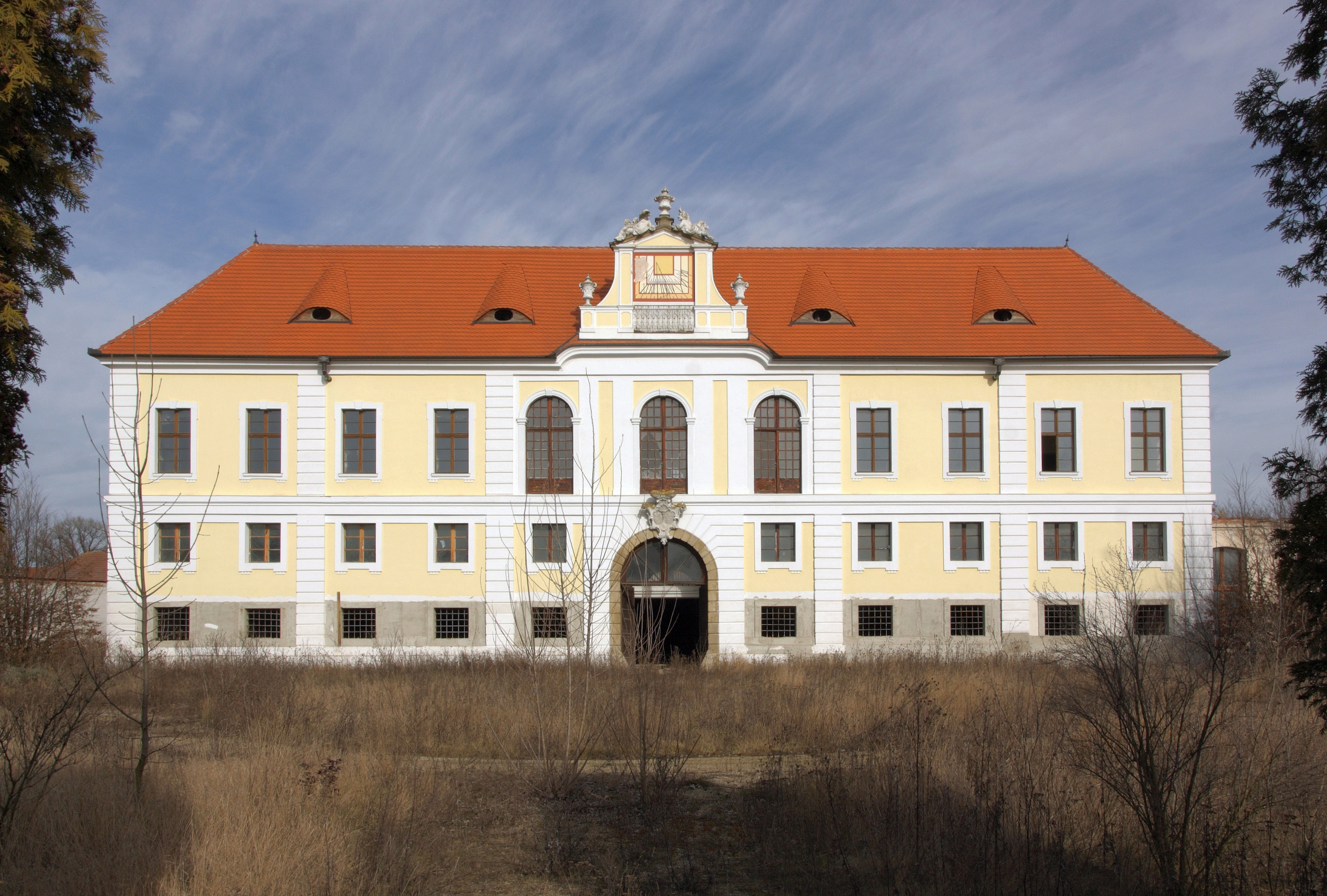
Zámek Kupařovice

Ve Slezsku rodině patřila panství Pruskov (Prószków) a Bělá (Biała), dědictví po rodu Pruskovských vymřelém v roce 1769. Díky tomu bylo také rodové jméno rozšířeno do podoby Dietrichstein-Proskau (respektive kníže z Ditrichštejna, hrabě z Pruskova). Slezská panství však Karel Jan prodal již v roce 1782 Pruskému království. K dalšímu rozšíření majetku a jméno došlo v roce 1802 po vymření rodu Leslie. Na základě starších příbuzenských vztahů a rodinných smluv ze 17. století zdědil Karel Jan panství Nové Město nad Metují ve východních Čechách a rodové jméno získalo podobu Dietrichstein-Proskau-Leslie. Majetkové změny proběhly také na vzdálenějších rodových statcích. V roce 1798 došlo ke ztrátě švýcarského panství Tarasp, které bylo v důsledku francouzských revolučních válek přičleněno k Helvétské republice. Náhradou za to dostal Ditrichštejn v roce 1803 panství Neuravensburg z majetku zrušeného kláštera St. Gallen.

## Manželství a potomstvo

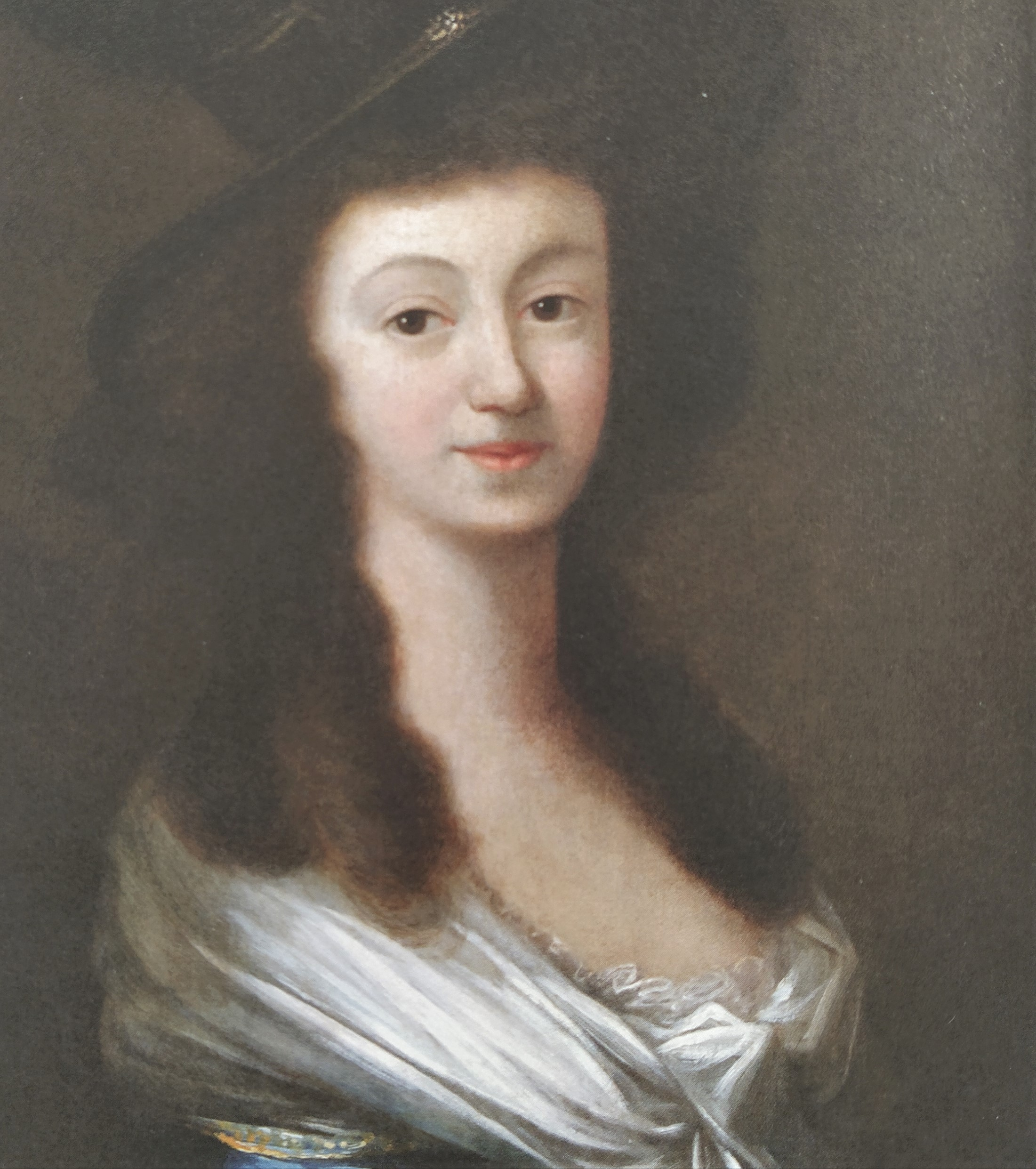
Marie Kristina, rozená z Thun-Hohensteinu (1738–1788), manželka knížete Karla Jana (portrét kolem roku 1770, sbírky zámku Lysice)

Karel Jan se původně vůbec nechtěl ženit a pod vlivem svých zájmů spojených se svobodným zednářstvím a rosekruciánstvím byl dokonce ochoten vzdát se dědictví. Jeho přítel Franz Lacy jej ale seznámil s hraběnkou Marií Kristinou Thun-Hohensteinovou (1738–1788), v níž nakonec Karel Jan našel zalíbení. Svatba se konala 30. ledna 1764 ve Vídni za účasti císařské rodiny, svatební mši celebroval vídeňský arcibiskup kardinál Migazzi. Marie Kristina byla dcerou hraběte Jana Josefa z Thun-Hohensteinu a v době sňatku dvorní dámou arcivévodkyně Marie Alžběty a později se stala dámou Řádu hvězdového kříže. Marie Kristina byla na svou dobu velmi vzdělaná žena, zajímala se o vědu, umění a také techniku, spolu s manželem patřila k významným osobnostem osvícenství. Zatímco Karel Jan se prakticky nezabýval hospodářstvím, Marie Kristina se energicky chopila správy manželových statků. Na ditrichštejnských panstvích zavedla pěstování brambor a kukuřice, v souvislosti s hospodařením se zajímala také o technické novinky. Byla iniciátorku vzniku manufaktury na fajáns v Hranicích. Tato dílna fungovala sice jen do roku 1797, ve své době ale měla značný odbyt i na zahraničních trzích. Zájem Marie Kristiny o přírodní vědy dokládá také instalace jednoho z prvních hromosvodů na zámku v Mikulově. Na mikulovském zámku soustředila hodnotnou sbírku přírodnin a minerálů, která je dnes z větší části uložena v Moravském zemském muzeu. Po požáru Mikulova (1784) přesídlila do Židlochovic.
Z jejich manželství se narodilo osm dětí:
- 1. Josef Jan (1764–1765)
- 2. Marie Josefa (*/† 1766)
- 3. František Josef (1767–1854), c. k. tajný rada, komoří, generálmajor, vyslanec v Petrohradu, ∞ 1797 Alexandra Andrejevna Šuvalovová (1775–1847), c. k. palácová dáma, dáma Řádu hvězdového kříže
- 4. Marie Terezie (1768–1821), I. ∞ 1787 Filip hrabě Kinský z Vchynic a Tetova (1741–1827), c. k. komoří, generálmajor, majitel panství Chroustovice, Sloup (rozvod 1788), II. ∞ 1807 Maxmilián hrabě von Merveldt (1764–1815), c. k. tajný rada, komoří, generál jezdectva, velvyslanec v Petrohradu a Londýně
- 5. Ludovika Josefa (1769–1771)
- 6. Jan Křtitel Karel (1772–1852), c. k. komoří
- 7. Mořic Josef Jan Nepomuk (1775–1864), c. k. tajný rada, komoří, císařský nejvyšší komorník, dědičný člen rakouské Panské sněmovny, rytíř Řádu zlatého rouna, poslední mužský potomek rodu Ditrichštejnů
- 8. Josef František Jan (1780–1801), c. k. komoří, rytmistr, zemřel na následky zranění z bitvy u Hohenlinden.

Druhý sňatek uzavřel kníže Karel Jan v roce 1802 ve věku 74 let s neurozenou a výrazně mladší ženou z Vídně, Annou Baldtaufovou (1752–1815). Vychytralá dáma se snažila starého knížete obrat o mnohý majetek, který pak musel soudní cestou vymáhat jeho syn František Josef z Ditrichštejna. Nenávratně byly ztraceny například reprezentativní šperky kněžen z Ditrichštejna, které byly považovány za dědičný rodinný majetek. Mezi nimi i velký perlový náhrdelník nedozírné ceny Karlovy prababičky Marie Alžběty, rozené Eggenbergové, manželky knížete Ferdinanda z Ditrichštejna.